# Snowfarming
Le snowfarming est une technique de conservation de la neige utilisée par certaines stations de sports d'hiver afin de pouvoir en disposer suffisamment au début de la saison suivante. Cette technique est originaire des pays scandinaves et se développe dans d'autres pays alpins, y compris en France,.

## Technique

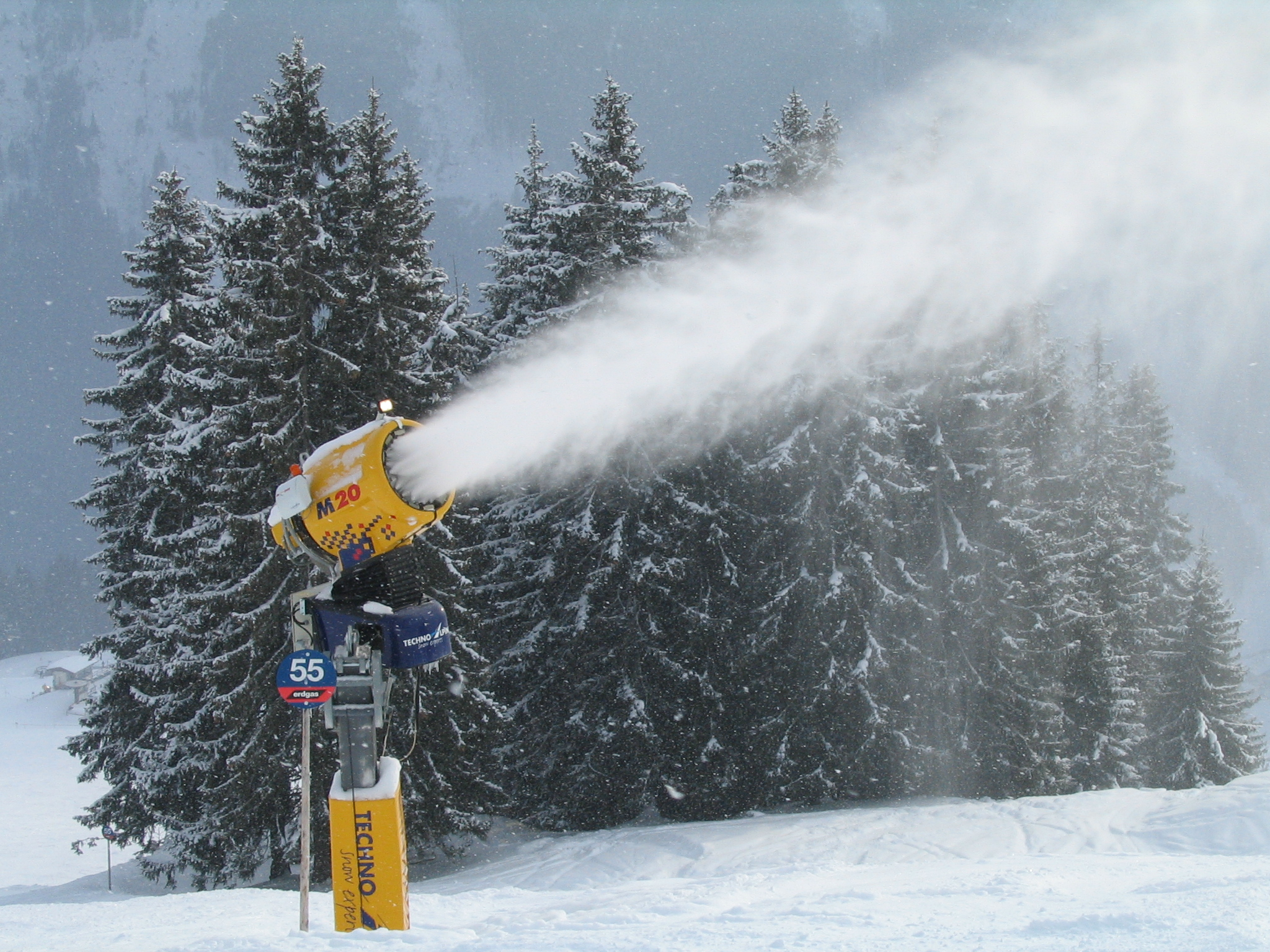
Les canons à neige aident à produire en fin de saison la neige qui sera conservée pour la saison suivante.

En général, un tas de neige est produit, parfois artificiellement, vers la fin de l’hiver dans des endroits appropriés. Il est ensuite recouvert d’une couche isolante composée de sciure ou des copeaux de bois,. La neige peut ainsi être conservée jusqu'à 80 % d'une saison à l'autre.
D'autres isolants ont été utilisés de manière expérimentale, des chercheurs ont ainsi testé la toile synthétique, à l’instar de ce qui se fait pour certains glaciers. Il s'est avéré que la neige avait presque entièrement fondu sous cette couverture : les températures sont effet bien plus élevées au pied des pistes (où est stocké la neige) qu'en haute montagne à l'altitude des glaciers où le but de la toile est surtout de les protéger des rayons du soleil.